# 누가 왕초지?
《누가 왕초지?》(Who's The Man?)는 미국에서 제작된 테드 데미 감독의 1993년 코미디, 드라마, 미스터리, 스릴러 영화이다. 닥터 드레 등이 주연으로 출연하였다.

## 출연

### 주연
- 닥터 드레

### 조연
- 에드 러버
- 바다 돌라
- 짐 무디
- 리처드 브라이트
- 빌 벨라미
- 베니 맥

## 기타
- 협력프로듀서: 자넷 그릴로
- 미술: 루스 아몬
- 의상: 카렌 페리
- 배역: 재키 브라운